# Cymodoce bicarinata
Cymodoce bicarinata is een pissebed uit de familie Sphaeromatidae. De wetenschappelijke naam van de soort is voor het eerst geldig gepubliceerd in 1904 door Stebbing.